# Székely Rozi
Székely Rozália (Rozi) (Budapest, 1983. február 3. –) magyar színésznő.

## Életpályája
Édesanyja Monori Lili, édesapja Székely B. Miklós színművészek. Gyermekkorától tagja a Szentkirályi Színházi Műhelynek. A Kaposvári Egyetem színész szakának elvégzése után, Bodó Viktor társulatába szerződött. 2012 óta szabadúszó.
Első saját szerzeményű színdarabja a Kálvária lakópark, melyet a FÜGE Produkció és a Trafó Kortárs Művészetek Háza koprodukciójában a TITÁNium tehetséggondozó mentorprogram segítségével mutatott be a Trafóban, 2018. május 26-án, a saját rendezésében.

## Tanulmányai
- 2006–2009 Kaposvári Egyetem, színész szak
- 2016/17  Károli Gáspár Református Egyetem Gyermek-és ifjúsági irodalom szakirányú továbbképzés

## Munkahelyek
- 1991–2012 Szentkirályi Színházi Műhely
- 2005–2006 Kaposvári Csiky Gergely Színház
- 2009–2012 Szputnyik Hajózási Társaság
- 2012– szabadúszó

## Színház

### Rendező
- 2018 május 26: Füge-TITÁNium mentorprogram-Trafó: Kálvária Lakópark/szerző, rendező
- 2018 február: Kerekasztal Színházi Nevelési Központ: Kilátó/rendező

### Színészi munkák

#### Szabadúszó
- 2019 Fábri Péter: Az aranygyapjas kaland (Szarvas, Lemnoszi nő, Futár) r.: Novák János (Kolibri Színház)
- 2016 Ördög Tamás / Tünet együttes: Négy fal között (Uwe) r.: Ördög Tamás (Jurányi)
- 2016 Pneuma Szöv.: Utcacsatorna (Tévétornász)  r.: Sarah Günther
- 2016 Jeles András: Árvák (Vilma) r.: Koltai M. Gábor (Stúdió K)
- 2015 Proton Színház: Fegyencmaraton (Utazó) r.: Mundruczó Kornél  (Marseille)
- 2015 Pneuma Szöv.: Exit Polloska (szereplő) r.: Sarah Günther (Auróra)
- 2015 Kárpáti Péter: Két nő (Jázmin) r.:  Kárpáti Péter (Trafó)
- 2015 Fekete Ádám: Csoportkép oroszlán nélkül (lebénult nő) r.: Fekete Ádám (Trafó)
- 2014 Proton Színház: Utolsó (Piroska) r.: Rába Roland (Trafó)
- 2014  Fekete-Laboda-Mózsik: úd Zsolt és kutyája Mattyi (Macza, Döbrögi szeretője) r.: Vajdai Vilmos (Átrium Film-Színház)
- 2012 / 2014 Bauxit-vers performance  r.: Tóth András (Super 8/ Trafó)
- 2014 Euripidész: Andromakhé (Andromakhé) r.: Lukáts Andor (Sanyi és Aranka Színház)
- 2014 Arisztophanész: Lüzisztraté (Mürrhiné) /felolvasószínház/  r.: Lukáts Andor (Sanyi és Aranka Szinház)
- 2013 Ganymed Goes Europe  r.: Jacqueline Kornmüller (Szépművészeti Múzeum)
- 2012 Kastély (Amália, Tanítónő)  r.: Soós Attila (Színház és Filmművészeti  Egyetem)

#### Szputnyik Hajózási Társaság
- 2012 Bodó Viktor-Róbert Júlia: Anamnesis (szereplő) r.:Bodó Viktor (Katona József Színház koprodukció, Budapest)
- 2012 Czukor Balázs: Majdnem (Ilona) r.: Czukor  Balázs
- 2011 Tom Stoppard: Rosencrantz és Guildenstern  (halott Ophelia) Gigor Attila
- 2011 Vinnai András-Bodó Viktor: Der Mann an Tisch 2 Nóra r.: Bodó Viktor (Schauspiel  Köln)
- 2011 Csehov: Cseresznyéskert I. (“Sarlotta Ivanovna) r.:  Bodó Viktor
- 2010 Andersen: Hókirálynő (Gerda) r.: Czukor Balázs
- 2010 Osztálytalálkozó – improvizációs film  r.: Bodó Viktor
- 2010 Törmelékek (Varga Mariann) r.:Czukor Balázs
- 2010 Kockavető (Evie, bolond lány) r.:Bodó Viktor
- 2009 Carlo Goldoni: Terecske (Orsola) r.:Kovács  Dániel
- 2008 Bodó Viktor: Bérháztörténetek (szereplő)  r.:Bodó Viktor

#### Szentkirályi Színházi Műhely
- 2012 Shadow (szereplő) r.: Monori Lili   (Dover Nyelvi Centrum)
- 2011 Rókatánc (szereplő) .: Monori Lili (Dover Nyelvi Centrum)
- 2010 Egy szívvel két hazában (Don Quijote) r.: Monori Lili (magánlakás)
- 2009 Árulás(szereplő) r.: Monori Lili (Dover Nyelvi  Centrum)
- 2007 Argosz földje, én hazám (Kasszandra) r.: Monori Lili és Székely B. Miklós (MU Színház)
- 2006 Kilimanjáró hava (szereplő) r.: Monori Lili és Székely B. Miklós (MU Színház)
- 2004 Karamazov nővérek (Szmergyakov) r.: Monori Lili és Székely B. Miklós (Szentkirályi u.  4.)
- 1996 Matiné (szereplő) r.: Monori Lili és Székely B. Miklós (Szentkirályi u. 4.)
- 1992 Műtét/Analízis/Orlando (szereplő) r.: Monori Lili és Székely B. Miklós (Szentkirályi u. 4.)

## Film
- Felkészülés meghatározatlan ideig tartó együttlétre (ápolónő) r.: Horvát Lili
- Mónika nem akar a földön járni (Rozi) r.: Korom Anna 2019
- Rododendron (Kocsmáros) r.: Kovács Levente, Törcsi Levente 2019
- Napszállta (Árvaházi asszisztens) r.: Nemes Jeles László 2018
- Zabigyerek r.: Kölcsey-Gyurkó Levente (kisfilm) 2016
- Testről és lélekről r.: Enyedi Ildikó 2015
- A martfűi rém r.: Sopsits Árpád 2015
- Saul fia (Mandel) r.:Nemes Jeles László 2014
- Az itt élő lelkek nagy része r.:Igor és Iván Buharov 2014
- Szörnyetegek (Sára) r.: Vízkeleti Dániel 2012
- Pillangó (Erdei lány) r.: Vitézy László 2012
- A dugulás (Lány) r.: Csuja László (kisfilm)  2011
- A magzat r.: Mészáros Márta 1994